# Tolyphus rufescens
Tolyphus rufescens is een keversoort uit de familie glanzende bloemkevers (Phalacridae). De wetenschappelijke naam van de soort werd in 1914 gepubliceerd door Maurice Pic.